# 1018
Cette page concerne l'année 1018  du calendrier julien.
L'année 1018 est une année commune qui commence un mercredi.

## Événements
- 19 mai : le calife fatimide al-Hakim se retire momentanément de la vie publique[1].
- 27 septembre : le sultan Mahmud quitte Ghazni pour une douzième expédition en Inde[2].
- 2 décembre : Mahmud de Ghazni traverse la Jumna. Il vainc le roi Shahi Trilochanapala, met Mathura et Kânnauj à sac et occupe le bassin oriental du Gange[3]. L’empire des Pratihara n’est plus. De nombreux clans Râjput, jusqu'alors tributaires des Gurjara-Pratihara, en profitent pour proclamer leur indépendance et former leur propre royaume (Solankî du Kathiawar et du Gujerat, Châuhan d'Ajmer et de Jodhpur, Paramara du Mâlwa…)[4].
- 20 décembre : sac de Kânnauj, en Inde. 53 000 habitants de la ville, essentiellement des notables, des artistes et des artisans, sont déportés vers le Khorassan, où ils restent plusieurs décennies en captivité avant de rejoindre l’empire byzantin et les Balkans[5].

- Bataille de Kuju (aujourd'hui Kusŏng). Une troisième tentative d'invasion du Goryeo (Corée) par les Khitans est arrêtée à la frontière[6].

### Europe
- 30 janvier : paix de Budziszyn (Traité de Bautzen) entre le Saint Empire et la Pologne[7]. Le duc Boleslas de Pologne garde le Milzenland, la Lusace et la Moravie. Accord entre Étienne Ier de Hongrie et Boleslas Ier le Vaillant de Pologne sur la frontière séparant les deux pays sur la crête des Carpates[8].

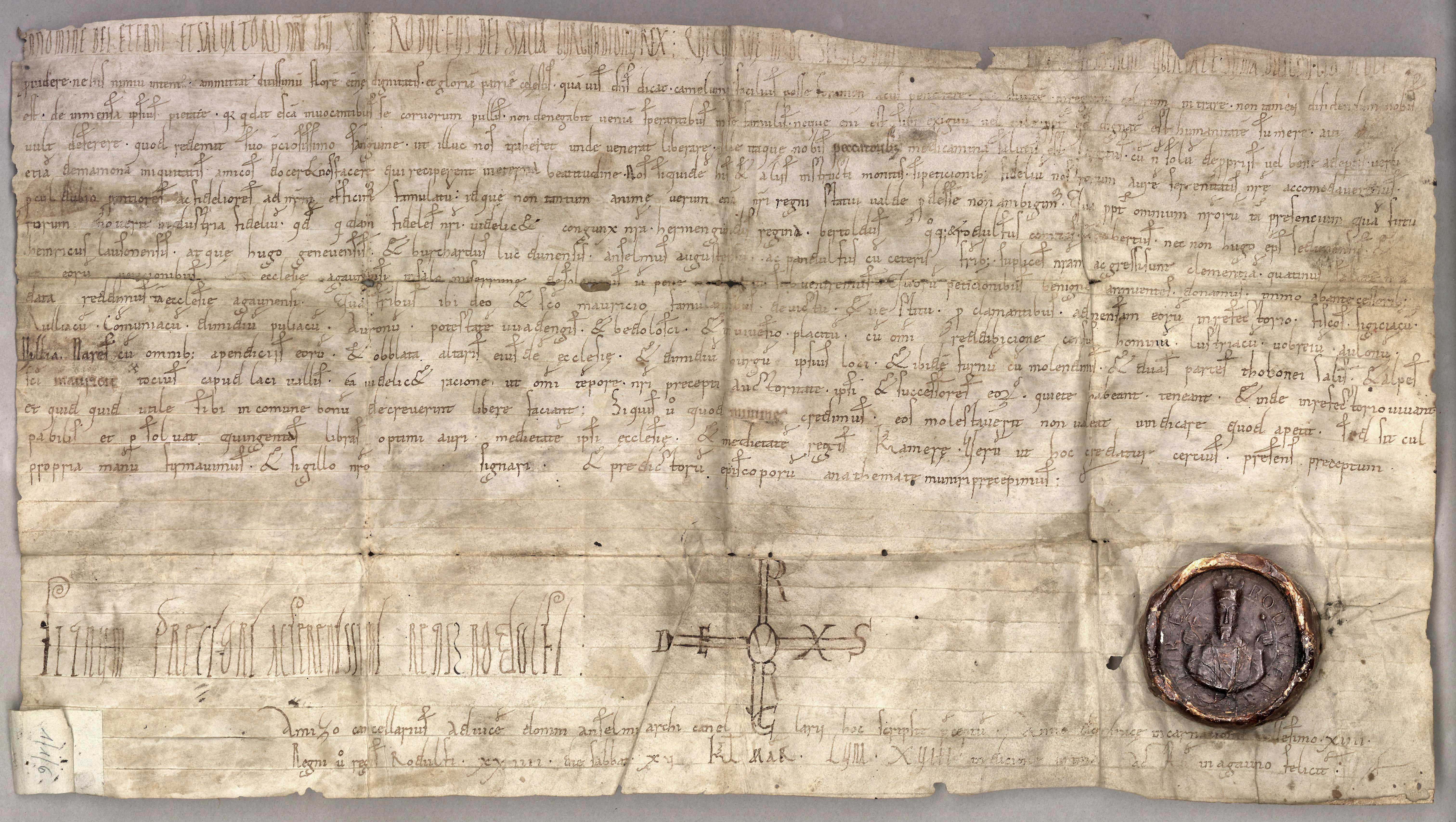
15 février : Acte de donation du roi de Bourgogne Rodolphe III à l'abbaye de Saint-Maurice d'Agaune.

- 15 février : à la demande de ses familiers, Rodolphe III, roi de Bourgogne donne ou plutôt rend à l'abbaye de Saint-Maurice d'Agaune un certain nombre de terres parmi lesquelles les fiscs de Lully, de Commugny, la moitié de Pully, la pauté de Vuadens, le plaid de Vevey, Lutry, quelques droits à Saint-Maurice et l'ensemble des alpages du Chablais[9].
- Février : bataille de Dyrrachium. Le dernier tsar de Bulgarie Iwan Wladislav est vaincu et tué devant Durrës. L'Empire byzantin s'empare de la Bulgarie, ce qui met fin au premier empire bulgare (fin de l'annexion en 1186). Byzance retrouve ses frontières sur la Save et le Danube[10]. Basile II respecte les usages de l’ancien empire bulgare annexé : le paiement de l’impôt en nature est maintenu, le patriarcat d’Ochrida transformé en archevêché autocéphale. Basile tente d’assimiler les Bulgares en créant deux thèmes, en attribuant à l’aristocratie de nombreuses dignités auliques et en l’incitant à s’allier par mariage à l’aristocratie byzantine. L’assimilation n’est cependant jamais parfaite[11].

- Mars :
  - À Mayence, Rodolphe III de Bourgogne confirme les engagements de Strasbourg (1016) et remet à l'empereur Henri II sa couronne et son sceptre : la royauté bourguignonne est désormais soumise au pouvoir impérial[12].
  - Une révolte éclate en Provence, menée par Pons, châtelain de Fos contre le comte de Provence Guillaume II qui est tué lors du siège de ce château avant le 30 mai, probablement le 4 mars[13]. Le pouvoir comtal s'effondre et les différentes factions de la noblesse tentent d'imposer leur loi.

- 6 avril, dimanche de Pâques : la coutume du moment à Toulouse de donner un soufflet à un Juif devant la cathédrale pendant la semaine sainte se termine tragiquement. Le préposé, chapelain d’un vicomte choisi pour lui faire honneur, frappa le juif avec une telle violence qu’il fit jaillir hors de sa tête ses yeux et sa cervelle (selon Adémar de Chabannes)[14].

- 29 juillet : l'armée lotharingienne du duc Godefroid et de l'évêque Adalbold II d'Utrecht est anéantie par le comte Thierry III de Hollande à la bataille de Vlaardingen. L’empereur doit reconnaître à Thierry III la possession de la Frise Occidentale[15].

- 14 août : Boleslas le Vaillant intervient dans la crise de succession russe et entre à Kiev[16]. Le roi de Pologne, qui a marié sa fille à Sviatopolk Ier de Kiev, mène une expédition pour soutenir Sviatopolk contre Iaroslav. Il envahit le haut Boug jusqu’à Brest et le haut San autour de Przemysl (fin en 1031).

- 1er octobre : les Normands dirigés par les frères Quarrel-Drengot sont battus par les byzantins à Canne, en Apulie[17]. Le général byzantin Basile Bojannès (it) réduit la révolte de Mélo de Bari en Italie du Sud. Il soumet les principautés lombardes d’Apulie et construit une ligne de forteresses (kastra) contre laquelle vient s’échouer l’empereur germanique Henri II (siège de Troia en 1021)[11]. Les bourgs fortifiés à l’initiative du gouverneur de Bari entretiennent des liens assez forts avec les fonctionnaires byzantins. Les difficultés de Byzance dans les Balkans et en Asie renforceront leur autonomie.

- À la mort de son frère Harald, Knut II s’embarque avec sa flotte vers le Danemark pour assurer sa succession[18].
- Bataille de Carham entre le royaume d'Écosse et le royaume de Northumbrie. Malcolm II d'Écosse annexe le Lothian. Il investit son petit-fils Duncan comme roi de Strathclyde à la mort du dernier roi breton Owen[19].
- Expédition en Catalogne du seigneur normand Roger Ier de Tosny (ou de Toéni) appelé par Ermesinde, comtesse de Barcelone, contre les musulmans[20].
- Une flotte normande débarque à l'embouchure du Lay près de Saint-Michel-en-l'Herm et met à sac le Poitou. Guillaume V d'Aquitaine rassemble une armée et marche contre eux ; fait prisonnier, il doit verser une rançon pour obtenir le départ des Normands[21].